# واسیسا (فلوریدا)
واسیسا (به انگلیسی: Wacissa) یک منطقهٔ مسکونی در ایالات متحده آمریکا است که در فلوریدا واقع شده‌است. واسیسا ۱۰٫۹۳ کیلومتر مربع مساحت و ۳۸۶ نفر جمعیت دارد و ۱۲٫۸ متر بالاتر از سطح دریا واقع شده‌است.